# (1941) Вильд
(1941) Вильд (нем. Wild) — небольшой тёмный астероид внешней части главного пояса, который принадлежит к спектральному классу C и входит в состав семейства Хильды. Он был открыт 6  октября 1931 года немецким астрономом Карлом Рейнмутом в обсерватории Хайдельберг и назван в честь швейцарского астронома, первооткрывателя комет и астероидов Пауля Вильда.

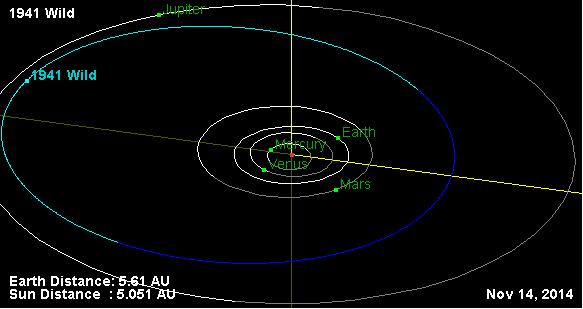
Орбита астероида Вильд и его положение в Солнечной системе

Данные о периоде вращения этого астероида сильно разнятся: так, согласно исследованиям 1990-х годов период вращения астероида составляет всего 9,050 часа, в то время как более поздние исследования 2011 года в Паломарской обсерватории, проведённые на основе изучения кривых блеска, дают значительно более длительный период вращения — 45,6 часа. 
Астероид является членом семейства Хильды — группы астероидов, движущихся в орбитальном резонансе с Юпитером 3:2. Это очень сильный резонанс, поскольку, за счёт такого соотношения периодов обращения, астероид часто сближается с Юпитером и испытывает гравитационные возмущения с его стороны, что постепенно может сильно изменить его орбиту.